# Guerre romano-volsche (389-341 a.C.)
Le guerre romano-volsche sono una serie di conflitti tra la Repubblica Romana ed il popolo dei Volsci nel IV sec. a.C. La migrazione dei popoli Volsci ed Equi del V sec. a.C. verso il sud del Latium fa entrare in conflitto i Latini con la città-stato dominante Roma. Alla fine del V sec. a.C. i Volsci si trovano a doversi difendere da Roma, fino ad essere sottomessi nel corso del IV sec. a.C. e del tutto assorbiti nella Repubblica Romana al termine delle guerre sannitiche. Gli storici antichi, ed in particolare Tito Livio, raccontano la gran parte degli avvenimenti militari del V e IV sec a.C. ma la loro esattezza è oggi rimessa in discussione dalla storiografia moderna.

## La migrazione dei popoli osco-umbri del V sec. a.C.
A partire dalla fine del VI sec. e durante tutto il V sec. a.C., Volsci ed Equi migrano verso il Latium, fu la maggiore migrazione di popoli dall'Appennino verso le pianure. Le comunità latine prossime alla frontiera sembrano sopraffatte, ed in risposta a questa invasione, i latini stipulano un'alleanza con i romani nel 493 a.C., il Foedus Cassianum. Nasce così un'alleanza militare tra Roma, la Lega Latina, e gli Ernici che ne entrano a far parte qualche anno più tardi (486 a.C.) per la loro posizione mediana tra i contendenti. Dalle fonti antiche si ricavano continui combattimenti, che vedono i romani contro i volsci o gli equi, durante il V sec. a.C.; questo conflitto è composto più da incursioni, saccheggi e schermaglie che dalle battaglie descritte. Durante la seconda metà del V sec. a.C., i romani ed i latini sembrano arginare i popoli volsci ed equi: dalle fonti dell'epoca ricaviamo la fondazione di diverse colonie romano-latine mentre diminuisce la frequenza delle lotte contro Equi e Volsci.

## Le guerre dal 389 al 367 a.C.
Secondo la cronologia tradizionale, nel 390, il condottiero gallo Brenno, capo della tribù celtica dei Senoni, sconfisse l'esercito romano nella battaglia del fiume Allia saccheggiando Roma.
La Repubblica Romana controlla il territorio intorno a Roma e le terre di Veio. Secondo Livio alcune tribù romane vengono create nel 389 a.C.; la Lega Latina si estende a sud di Roma e gli Ernici si sono stabiliti nella valle di Tolerum, altre colonie romano-latine si trovano a Velitrae e a Circeii, dove la popolazione comprende anche molti nativi Volsci.
Il territorio dei Volsci, il cui capoluogo sorge Antium sulla costa del Mar Tirreno, si estende dalle paludi pontine a sud delle città latine fino all'alta e media valle del Liri a est.
 Etruschi
 Falisci nemici di Rome
 Falisci alleati di Rome con guarnigione romana
 Romani
 Colonie romano-latine a maggioranza Volsca
 Colonie romano-latine
 Latini neutrali
 Latini in guerra contro Roma tra il 340 e il 377 a.C. 
 Equi
 Ernici
 Volsci
 Città volsche o aurunche (o sannite pour Atina)
 Popoli neutrali: Umbri, Sabini, Vestini, Marsi, Peligni et Aurunci

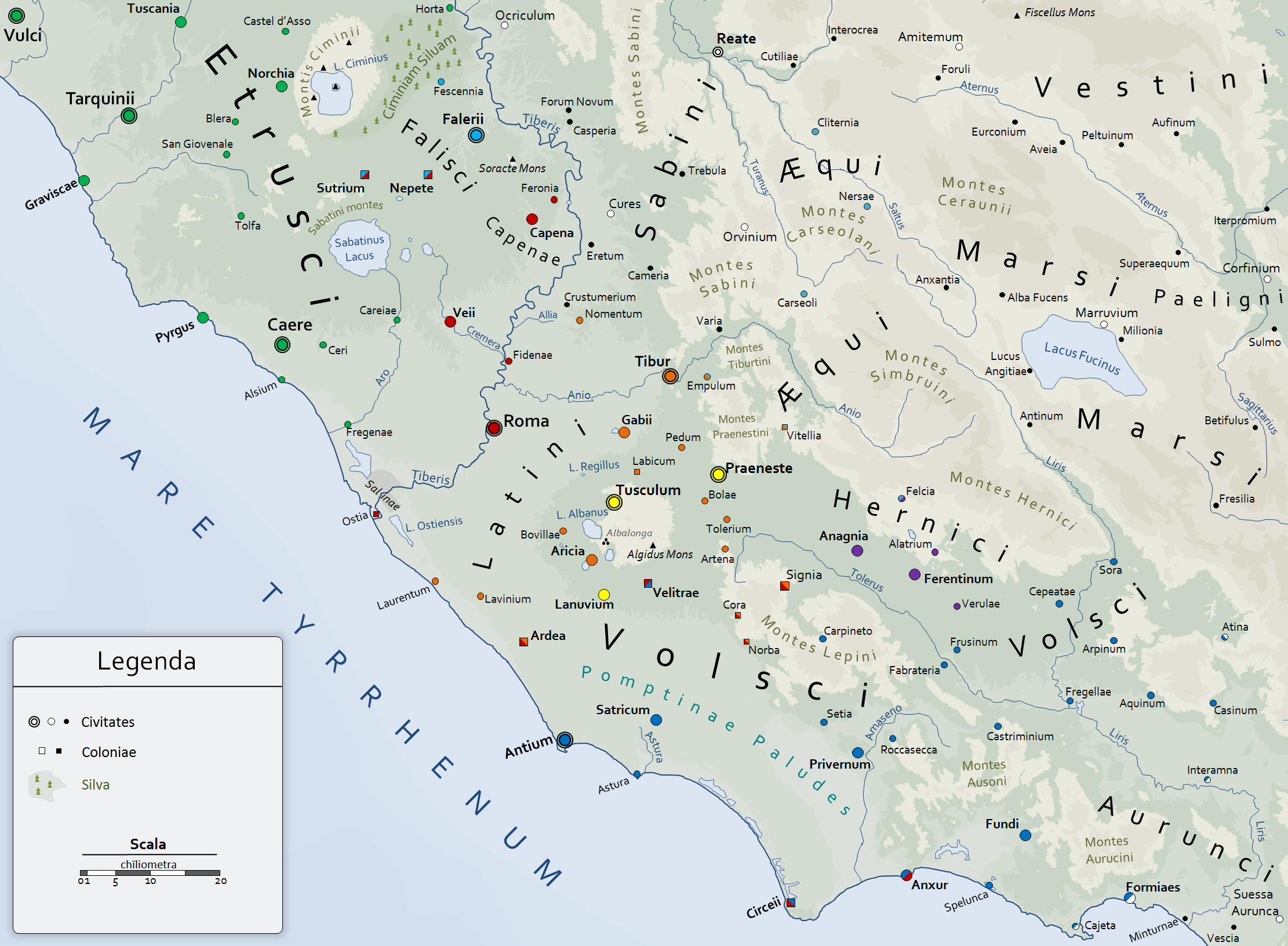
Carta del Latium all'indomani del sacco di Roma del 390 a.C.
Legenda dei colori delle città e delle colonie:

Le fonti antiche riportano che in seguito al sacco di Roma, Etruschi, Volsci ed Equi abbandonano l'alleanza per tentare un colpo fatale a Roma al contrario di Latini ed Ernici che disertano la battaglia

.

### La battaglia del monte Marzio del 389 a.C.

#### La storia secondo gli autori antichi

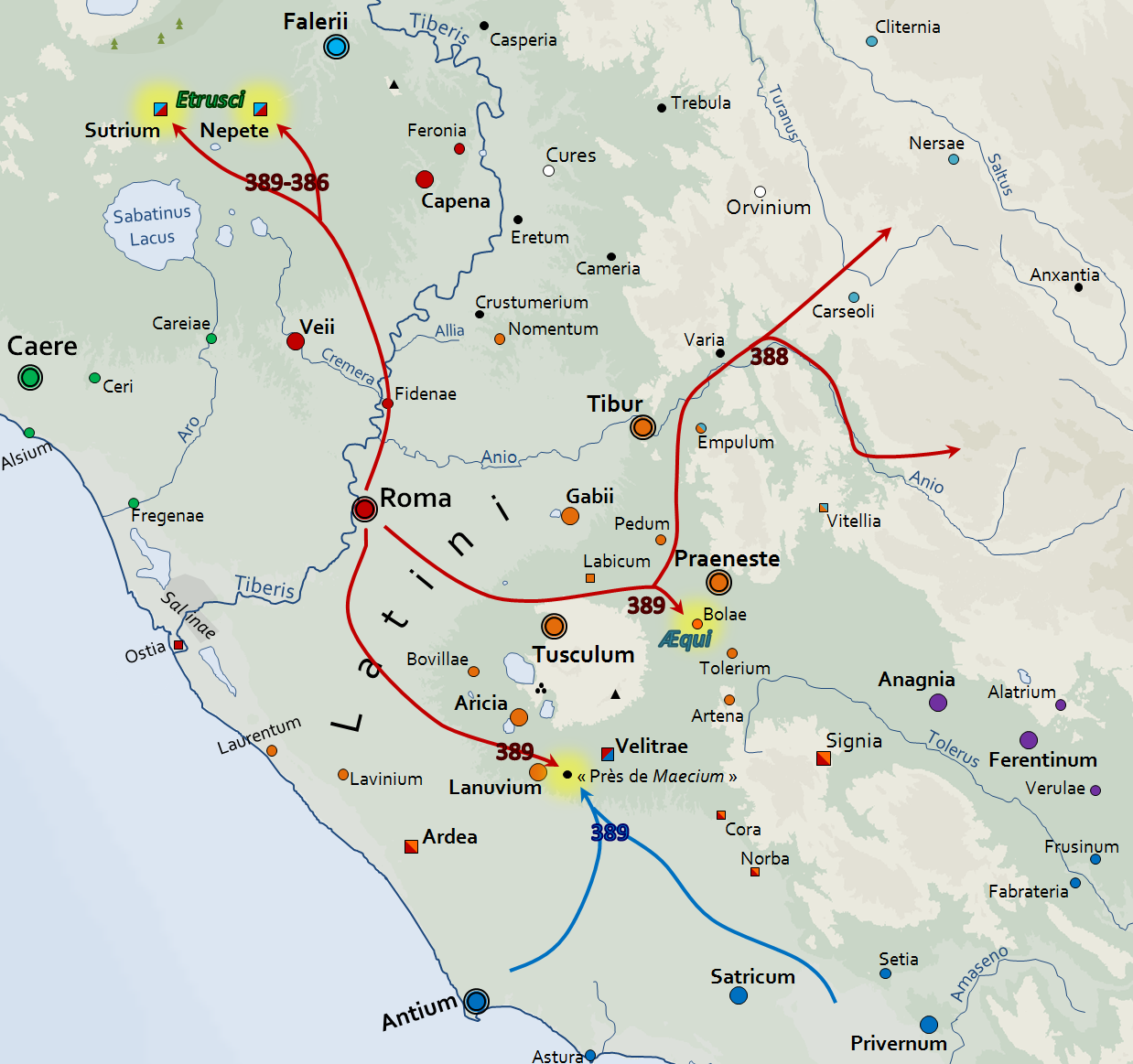
Le operazioni militari tra Roma e Volsci nel 389.

Gli storici Livio, Plutarco e Diodoro Siculo forniscono resoconti storici molto simili tra loro per questa campagna, gli scritti più dettagliati li abbiamo da Plutarco.
Secondo Plutarco e Diodoro Siculo, i tribuni militari con potestà consolare partono e stabiliscono un campo nei pressi del monte Marzio, che viene però attaccato e messo sotto assedio dai Volsci . Per far fronte ai numerosi nemici, i consoli nominano dittatore Marco Furio Camillo.
Secondo Plutarco, Marco Furio Camillo sta formando un nuovo esercito, che include uomini che normalmente sono considerati troppo anziani per il servizio militare. Fugge con il suo esercito dalla vigilanza dei Volsci, aggira il monte Marzio, attacca dalle retrovie l'esercito nemico facendo riconoscere la sua presenza ai romani assediati con dei fuochi. Questi ultimi preparano una sortita ed i Volsci, invece di essere attaccati da due lati, si trincerano nel proprio accampamento e si barricano. Sapendo che dalla montagna verso la pianura all'alba soffia un forte vento, Marco Furio Camillo ordina ad una parte delle sue forze di attaccare sul lato opposto per creare un diversivo. Dà fuoco al campo volsco che si diffonde aiutato dal vento. La maggior parte dei Volsci morì nell'incendio o in un disperato tentativo di contrattacco.
Secondo Diodoro Siculo, Marco Furio Camillo marcia di notte con l'esercito verso i Volsci, prendendoli alle spalle all'alba quando attaccano il campo dei tribuni conosolari. Presi in trappola, i Volsci sono sconfitti.
Secondo Tito Livio, che non fa menzione delle difficoltà iniziali dei tribuni consolari, basta la notizia della nomina di Marco Furio Camillo a dittatore per far barricare i Volsci nel loro accampamento in un luogo chiamato vicino a MaeciumFlobert, p. 39, nei pressi di Lanuvium. Marco Furio Camillo incendia le barricate, gettando l'esercito volsco in una tale confusione che quando i romani prendono d'assalto il campo, non hanno difficoltà a metterli in rotta. In seguito, devasta il territorio dei Volsci fin quando non si arrendono.
Fonti antiche raccontano poi delle grandi vittorie di Marco Furio Camillo, prima contro gli Equi e poi contro gli Etruschi a Sutrium. Tito Livio fornisce anche una descrizione della quantità di bottino raccolta. Dopo aver vinto tre guerre simultanee, torna trionfante a Roma. I numerosi prigionieri catturati nella guerra contro gli Etruschi vengono venduti pubblicamente, quindi parte dell'oro viene ceduto alle matrone romane in compenso per i loro contributi per soddisfare il riscatto gallico durante il sacco di Roma. Rimane abbastanza oro per riempire tre coppe su cui è inciso il nome di Marco Furio Camillo e che sono poste nel Tempio di Giove Ottimo Massimo ai piedi della statua di Giunone.

#### L'opinione degli storici moderni
Le molte somiglianze tra i resoconti della campagna del 389 e di quella a venire del 386, in cui ritroviamo Marco Furio Camillo al comando, la sconfitta dei Volsci e l'arrivo in aiuto di Sutrium, portano molti autori moderni a considerarle come duplicati.
Questo è l'approccio adottato da Karl Julius Beloch, noto per il suo studio critico delle fonti greche e romane. Egli ritiene che il sacco di Roma abbia un effetto disastroso a lungo termine sulle fortune di Roma e, quindi, che le clamorose vittorie di Camillo contro Etruschi e Volsci in così breve tempo possono essere considerate come invenzioni mirate a minimizzare l'entità della sconfitta romana del 390. Diversi autori in seguito hanno quindi trattato queste vittorie inventate in modo diverso con dettagli secondari che non sono gli stessi, fino a quando negli scritti di Tito Livio, queste due campagne sembrano essere distinte.
Al contrario, più recentemente, Tim J. Cornell ritiene che il sacco dei galli sia una battuta d'arresto per Roma ma che la Repubblica si riprenda rapidamente e vede nelle vittorie romane il proseguimento di una politica espansionistica aggressiva. I resoconti delle vittorie sono sopravvalutati, alcune vicende duplicate, ma descrivono principalmente eventi davvero storicamente avvenuti che fanno parte dello sviluppo di Roma. Sebbene la figura di Marco Furio Camillo sia ingigantita, la frequenza con cui lo si trova tra le più alte cariche dimostra la sua importanza politica e militare a Roma in quel momento.
Stephen P. Oakley considera valida storicamente una vittoria romana contro i Volsci nel 389. Le tre fonti sopravvissute che menzionano questa battaglia sembrano aver fatto affidamento su una tradizione comune, gli autori riportano gli stessi fatti con pochi dettagli. Questa ipotesi è rafforzata dal fatto che i racconti di Livio e Plutarco sono molto simili per i combattimenti a Sutrium più tardi nello stesso anno. Tuttavia, i documenti storici originali dovrebbero probabilmente riportare solo una vittoria romana contro i Volsci in un luogo chiamato "vicino a Maecium", mentre tutti gli altri dettagli sono aggiunte postume. Ad eccezione del rimborso in oro alle matrone, la descrizione del trionfo del comandante in quell'anno potrebbe essere basata su informazioni autentiche, che confermerebbero la storicità della battaglia. In ogni caso, una vittoria contro i Volsci nel 389 apre la regione delle Paludi Pontine ad altre incursioni romane.
Gary Forsythe ha un punto di vista più scettico: considera solo la dedica a Giunone delle tre coppe d'oro come storicamente valida. Per il resto, gli autori antichi inventarono una serie di clamorose vittorie contro i tradizionali nemici di Roma di quel periodo, di Etruschi, di Volsci e di Equi, e datano questa serie all'anno successivo al saccheggio di Roma presumibilmente debole e assediato da nemici da tutte le parti.

### Roma si interessa alle Paludi Pontine nel 388 - 385
Fino alla nascita della moderna città di Latina, il Lazio sud-orientale era occupato dalle paludi pontine. Tra queste paludi ed i Monti Lepini c'era una zona di terre asciuute, il cosiddetto Ager Pomptinus. La regione Pontina fu teatro della maggior parte delle battaglie tra Romani e Volsci nei decenni 380 e 370.

#### La storia dagli autori antichi
Tito Livio è la nostra unica fonte per quegli anni. Secondo lui, nel 388, i tribuni della plebe proposero di condividere il territorio pontino, ma il progetto incontrò poco sostegno da parte della plebe.
Nel 387, Lucio Sicinio, anche lui tribuno, ancora una volta ripropone la questione del territorio pontino. Tuttavia, quando le notizie avvisano dell'Etruria in armi giungono a Roma, l'argomento viene tralasciato. L'anno successivo gli Anziati invasero la palude pontina e fu riferito a Roma che alcune città latine avevano inviato soldati in loro aiuto. I romani eleggono Marco Furio Camillo tra i sei tribuni consolari in previsione di una guerra contro gli Etruschi. Si occupa degli affari di stato come se fosse un dittatore, sceglie uno degli altri tribuni, Publio Valerio Potito Publicola, come collega nella guerra contro i Volsci e affida agli altri quattro tribuni il compito di difendere e governare la città.
I due tribuni incontrano gli Anziati a Satricum. Oltre ai Volsci, gli Anziati hanno con sé un gran numero di Latini ed Ernici. All'inizio i Romani sono intimiditi dalle dimensioni e dalla composizione dell'esercito anziate, ma dopo un discorso infuocato, i soldati romani caricano il nemico. I Volsci vengono messi in rotta e molti vengono abbattuti durante la fuga fino a quando un temporale mette fine ai combattimenti. I latini e gli ernici abbandonano quindi i Volsci che trovano rifugio a Satricum. Inizia così un assedio della città, ma quando le sortite volsche interrompono la costruzione delle sue macchine d'assedio, cambia tattica e prende d'assalto la città. Lasciando il comando dell'esercito a Valerio, Marco Furio Camillo torna a Roma per sollecitare il Senato a continuare la guerra e ad attaccare Antium, la capitale dei Volsci. Nel frattempo arrivano notizie di attacchi etruschi alle città di Nepi e Sutrium. Si decide quindi di affidare ai due tribuni un nuovo esercito formato a Roma per combattere contro gli Etruschi.
I tribuni consolari Lucio Quinzio Cincinnato Capitolino e Lucio Orazio Pulvillo dell'anno 386 vengono inviati per continuare la guerra contro i Volsci. Livio descrive poi come Marco Furio Camillo sconfigge gli Etruschi a Sutrium e Nepi.
Nel 385, Aulo Cornelio Cosso fu nominato dittatore insieme a Tito Quinzio Capitolino Barbato come maestro dei cavalieri, con il pretesto di affrontare la guerra contro i Volsci e la defezione dei latini e degli ernici, ma il vero motivo furono i problemi interni causati da Marco Manlio Capitolino. Il dittatore marcia con il suo esercito sul territorio pontino dopo aver appreso di essere invaso dai Volsci.
L'esercito volsco fu reintegrato da contingenti latini ed ernici oltre che delle colonie romano-latine del Circeo e di Velletri. Cornelio ordina al suo esercito di contrastare la carica nemica; i romani mantengono saldamente la loro posizione e quando la cavalleria guidata da Quinzio affronta dalle retrovie l'esercito volsco, il panico si diffonde tra i nemici. I Volsci fuggono e il loro accampamento viene catturato. Cornelio lascia tutto il bottino ai suoi soldati, tranne i prigionieri. Tornato a Roma, Cornelio Cosso celebra il suo trionfo sui Volsci. Satricum è colonizzato con 2 000 cittadini romani, ciascuno dei quali riceve due arpenti e mezzo di terreno.
Secondo Diodoro Siculo, nel 386, i romani inviarono 500 coloni in Sardegna. Questo potrebbe essere considerato un riferimento alla colonizzazione di Satricum, essendo il nome stato erroneamente riportato da Diodoro o dal suo copistaForsythe, p. 257, anche questa colonizzazione della Sardegna è talvolta considerata storicaCornell, p. 321.

#### L'opinione degli storici moderni
Karl Julius Beloch rifiuta l'antico racconto della campagna del 386 che considera un duplicato di quella del 389, a sua volta inventato, e degli eventi del 385 perché dipendono dalla vittoria a Satricum di Marco Furio Camillo nell'anno precedente. Più recentemente, Tim J. Cornell, Stephen P. Oakley e Gary Forsythe hanno scelto invece di interpretare questi eventi come parte di una politica di espansione romana per prendere il controllo della regione pontina. Questo spiegherebbe perché i combattimenti si sono svolti a Satricum e Antium piuttosto che sul territorio romano.
Il debito è un problema persistente a Roma in quel periodo e il metodo preferito per la cancellazione del debito è l'assegnazione di terre,il che fornisce un incentivo all'espansione romana nella regione pontina. Le fonti, tuttavia, citano numerose proposte di leggi sulla terra per condividere le terre pubbliche, alcune delle quali potrebbero essere non storiche. I Sicinii sono i capi della plebe proposti durante le lotte politiche, ma non sappiamo su quali basi storiche si basi la notizia. Il tribuno della plebe del 387, Lucio Sicinio, è sconosciuto e potrebbe essere un'invenzione.
Velletri ed il Circeo furono colonizzate da Roma e dai Latini rispettivamente nel 401 e nel 393, ma questi potrebbero aver ricevuto solo una guarnigione. Nel 385 i nativi Volsci riuscirono a riprenderne il controllo, ma è anche possibile che i coloni romani e latini si siano rivoltati contro Roma. Queste due colonie, più di ogni altra città latina, si sentirono probabilmente vulnerabili alla politica aggressiva di Roma nella regione pontina.

### I Volsci uniscono le forze con i Latini (383-381 a.C.)

#### La storia secondo gli autori antichi
Livio riporta che nel 383, Lanuvio, una città latina fino a quel momento fedele a Roma, si ribellò e si unì ai Volsci e alle colonie di Circeo e Velletri nella loro guerra contro Roma. Quest'ultimo nomina dei commissari per dividere il territorio pontino e condurre una colonia a Nepi. In quell'anno la peste imperversò a Roma e non fu avviata alcuna campagna militare. Tra i coloni ribelli, alcuni erano favorevoli ad un riavvicinamento con Roma, ma la maggioranza si oppose; un'incursione lanciata in territorio romano pose fine a ogni discussione di pace.

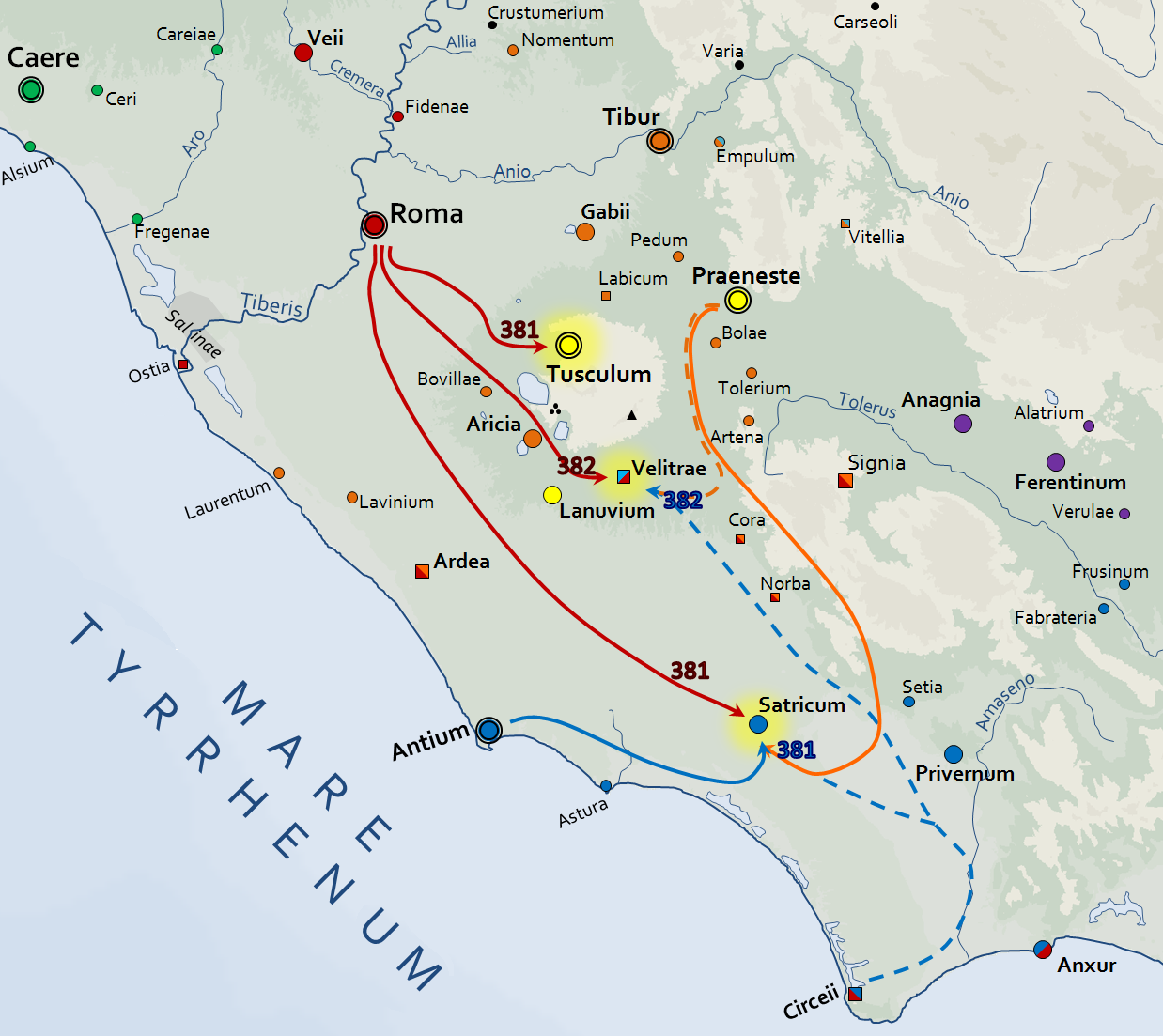
Le operazioni militari tra Roma ei Volsci nel 382-381 secondo la storia di autori antichi.

Nel 382, i tribuni consolari Lucio Papiro Mugillano e Spurio Papiro Crasso marciarono contro Velletri, lasciando i loro quattro colleghi a garantire la difesa di Roma; sconfiggono l'esercito nemico che sembra includere molti ausiliari di Praeneste, ma i tribuni decidono di non assaltare la colonia, dubitando del successo dell'impresa e non volendo distruggere la città. In seguito al rapporto dei tribuni sugli ausiliari, Roma dichiara guerra a Preneste. Secondo Velleio Patercolo, in quell'anno i romani fondarono una colonia a Setia.
Livio e Plutarco forniscono racconti simili per il 381. In quest'anno, Volsci e Prenestini uniscono le forze e, sempre secondo Livio, hanno preso d'assalto con successo la colonia romana di Satricum. In risposta, i Romani elessero Marco Furio Camillo come tribuno consolare per la sesta volta, a cui viene affidata la guerra contro i Volsci con uno speciale decreto senatoriale e viene scelto a sorte come suo collega Lucio Furio Medullino Fuso per assisterlo in questa impresa.
Secondo Livio, i tribuni stanno marciando su Satricum con un esercito di quattro legioni di 4 000 uomini ciascuna. A Satricum, incontrano un esercito di gran lunga superiore e pronto alla battaglia. Marco Furio Camillo, tuttavia, rifiuta di impegnarsi in un combattimento con il nemico, cercando invece di prolungare la guerra. Questo fa infuriare il suo collega che lo ritiene troppo vecchio e troppo lento e convince l'esercito a seguirlo. Mentre il suo collega si prepara per la battaglia, Marco Furio Camillo forma una forte riserva e attende il risultato dei combattimenti. I Volsci iniziano a ritirarsi subito dopo l'inizio della battaglia e, come previsto, i romani vengono trascinati nel loro inseguimento verso il campo volsco, posto su un'altura. Diverse coorti di volsci poste in riserva si uniscono alla battaglia ed i Romani, sovrastati dalle forze superiori, iniziano a fuggire. Marco Furio Camillo interviene con la sua riserva per sostenere l'esercito romano e riportare in combattimento i fuggitivi. Mentre la fanteria sembrava esitare, Furio Medullino fece scendere i cavalieri e attaccò i Volsci a piedi. Questi ultimi vengono infine sconfitti e fuggono, lasciando il campo ai vittoriosi romani: un gran numero di Volsci furono uccisi e la maggior parte dei sopravvissuti furono fatti prigionieri.
Secondo Plutarco, Marco Furio Camillo aspetta al campo malato mentre il suo collega attacca il nemico. Quando scopre che i romani sono in rotta, raduna i soldati e ferma l'avanzata dei Volsci. Il secondo giorno prese il comando delle forze romane, sconfisse i Volsci in una battaglia e conquistò il loro campo. Apprende poi che Sutrium a nord cadde nelle mani degli Etruschi e che i coloni romani furono massacrati. Manda la maggior parte delle sue truppe a Roma, mentre lui e alcuni contingenti attaccano gli Etruschi e li cacciano da Sutrium. Roma poi annesse la città latina di Tusculum.

#### L'opinione degli storici moderni
Di tutte le antiche città latine, Lanuvium è la più vicina alla pianura pontina, quindi non sorprende che possa essersi unita alla lotta contro Roma. Sebbene i dettagli forniti da Livio per la campagna nel 382 siano plausibili, i documenti originali probabilmente riportavano solo l'esistenza di combattimenti contro Preneste e Velletri. Delle due versioni della vittoria vicino a Satricum nel 381, il racconto di Plutarco è forse più vicino agli annalisti precedenti di quello di Livio. Livio presenta in particolare un'immagine più nobile di Marco Furio Camillo rispetto a Plutarco e condensa tutti gli eventi in un solo giorno anziché in due.
Che i Prenestini si uniscano ai Volsci e alla città di Satricum e che vengano poi sconfitti è abbastanza credibile, ma la stragrande maggioranza dei dettagli che circondano la battaglia, inclusa la presunta faida tra i due comandanti, Marco Furio Camillo e Furio Medullino, sono oggi considerate invenzioni successive. Soprattutto, l'entità della battaglia e la vittoria romana sembrano notevolmente esagerate.

### Sconfitta di Antium e Satricum (380-377 a.C.)

#### La storia secondo gli autori antichi
Livio è la nostra unica fonte per i prossimi anni. Riferisce che nel 380 i romani presero d'assalto Velletri, ma che l'evento principale dell'anno fu la fortunata campagna del dittatore Tito Quinzio Cincinnato Capitolino contro la città di Preneste che fu costretta a trattare la pace.
Nel 379, i romani assegnarono il comando della guerra contro i Volsci ai tribuni consolari Caio e Publio Manlio Capitolino per la loro discendenza e popolarità, ma questo fu un errore. I comandanti romani vengono colti in un'imboscata, permettendo ai Volsci di attaccare l'accampamento romano. A Roma si decise prima di nominare un dittatore, ma quando i romani si rendono conto che i Volsci non intendono sfruttare la loro vittoria, decidono di richiamare il loro esercito dal territorio volsco. Nuovi coloni vengono anche inviati per rinforzare Sezze.
L'anno successivo, nel 378, i Volsci devastarono completamente il territorio romano. A Roma, i tribuni della plebe prima ostacolano l'arruolamento delle truppe fino a quando i patrizi non concordano sul fatto che nessun tributo di guerra venisse pagato fino alla fine della guerra. I romani dividono quindi le loro forze in due eserciti. Uno comandato dai tribuni consolari Spurio Furio Medullino e Marco Orazio Pulvillo che marcia su Anzio e sulla zona costiera. L'altro è posto sotto il comando di Quinto Servilio Fidene e Lucio Geganio Macerino che si dirige verso Ecetra e sulle montagne. I romani iniziano devastando la campagna volsca, sperando di costringere il nemico alla battaglia. Dopo aver distrutto diversi villaggi e gran parte del raccolto, i due eserciti tornano a Roma con il loro bottino.
Sempre secondo Livio, nel 377, i Volsci ed i Latini si unirono a Satricum. L'esercito romano comandato dai tribuni Publio Valerio Potito Publicola, lo stesso che aveva comandato con Marco Furio Camillo contro i Volsci nel 386, e Lucio Emilio Mamercino, marcia contro di loro. La battaglia che segue è interrotta il primo giorno da un temporale. Il secondo giorno, i latini resistono per poco ai romani, conoscendo le tattiche romane, ma una carica di cavalleria sconvolge i loro ranghi e, in seguito ad un nuovo attacco di fanteria, vengono messi in rotta. I Volsci e i Latini si ritirarono prima a Satricum poi ad Anzio. I romani li inseguono, ma non possono assediare Anzio per mancanza di equipaggiamento da assedio. Dopo un acceso dibattito per decidere se sia necessario o meno continuare la guerra contro Roma, le forze latine se ne vanno e gli Anziati capitolano e abbandonano la loro città ai romani. Nella loro furia, i latini incendiarono Satricum e l'intera città bruciò ad eccezione del tempio di Mater Matuta, grazie a una voce venuta dall'interno del tempio che minaccia una terribile punizione se il fuoco non si fosse allontanato dal santuario sacro.

#### L'opinione degli storici moderni
Dare la colpa ai comandanti piuttosto che ai soldati per spiegare una sconfitta come fa Livio nella sua descrizione della sconfitta romana del 379, è un tema ricorrente nei suoi scritti. Il trattamento sommario di Livio della campagna dell'anno 378 suggerisce che non ci furono grandi successi romani in quell'anno. Citato spesso nelle guerre dei Volsci del V sec. a.C., Ecetra compare qui per l'ultima volta nella storia tradizionale. Gli storici moderni non sono in grado di individuare la posizione esatta di questa città volsca, a volte equiparata ad Artena.
Mater Matuta è una divinità legata alla luce del primo mattino, il tempio di Satricum è il centro principale del suo culto. Livio annota anche un altro incendio di Satricum con l'eccezione del tempio di Mater Matuta nel 346 a.C., ma questa volta l'incendio viene appiccato dai romani. Gli storici moderni concordano sul fatto che questo doppio incendio di Satricum nel 377 e nel 346, in realtà rappresenta solo uno stesso evento. Karl Julius Beloch, ritenendo che i romani non potessero portare un attacco latino a Satricum, ritiene che l'incendio del 377 sia una proiezione anticipata di quello del 346. Stephan P. Oakley è dell'opinione opposta, ritenendo che gli storici antichi siano meno suscettibili nell'inventare un incendio sia dei latini che dei romani. Sebbene il duplice salvataggio miracoloso del tempio sia considerato una duplicazione dello stesso evento, ciò non significa che Satricum non sia stato catturato sia nel 377 che nel 346. Gli scavi archeologici hanno confermato che solo il tempio di Mater Matuta sopravvive a Satricum dopo la metà del IV sec. a.C.
La fondazione di colonie romane e l'assegnazione di terre nella regione pontina sembrano dimostrare che a quel tempo i Volsci non rappresentavano una seria minaccia per il potere romano. Dopo due decenni di vittorie e di consolidamenti, Roma sta entrando in un'era di conflitti interni e riforme politiche.

### Operazioni contro Velletri (370-367 a.C.)
Secondo la cronologia tradizionale romana, gli anni dal 375 al 371 dovrebbero essere un periodo di anarchia durante il quale nessun magistrato curule viene eletto a Roma. Gli storici moderni ritengono che l'anarchia non sia durata più di un anno e che la sua estensione su cinque anni sia dovuta ai tentativi degli storici antichi di sincronizzare la storia greca e romana. L'apparente pausa di sei anni nel conflitto romano-volsco è quindi fuorviante.

#### La storia secondo gli autori antichi
Livio sceglie di concentrare la storia degli anni dal 376 al 367 sulle lotte politiche interne a Roma, che portano alla decisione, nel 367, di sostituire i tribuni consolari con due consoli eletti ogni anno e l'apertura di questa magistratura ai plebei. Fa solo brevi accenni agli affari esteri di Roma.
Scrive che nel 370 i Velletrani attaccarono il territorio romano e Tusculum. Un esercito di soccorso rompe l'assedio di Tusculum e a sua volta assedia Velletri. Questo assedio dovrebbe quindi durare un certo numero di anni senza alcuna menzione di ciò che accade lì, fino a quando non si concluderà con il successo dei romani nel 367. Secondo Plutarco, Velletri fu abbandonata a Marco Furio Camillo, dittatore per la quinta volta nel 367, senza combattere. La cattura di Velletri è l'ultima impresa di Marco Furio Camillo, poiché sarà vittima dell'epidemia di peste che devasta Roma nel 365.

#### L'opinione degli storici moderni
L'assedio di Velletri nel corso di diversi anni è altamente improbabile. Potrebbe esserci stata una serie di campagne annuali da parte di Roma fino alla sua cattura finale. Dopo questo evento, Livio non accenna più ad alcun conflitto tra Velletri e Roma fino al 357.

## Le guerre dal 358 al 341 a.C.
Nel 358 Roma formò due nuove tribù rustiche, la Pomptina e la Publilia. È chiaro che la Pomptina ha sede nella regione Pontina dove Roma, dopo le guerre vittoriose dei decenni precedenti, deve ora avere una presa salda. L'ubicazione della Publilia è meno certa, gli storici moderni talvolta la collocano sui terreni sottratti agli Ernici dopo la guerra romano-ernica, ma è anche possibile che si trovi nelle paludi pontine.

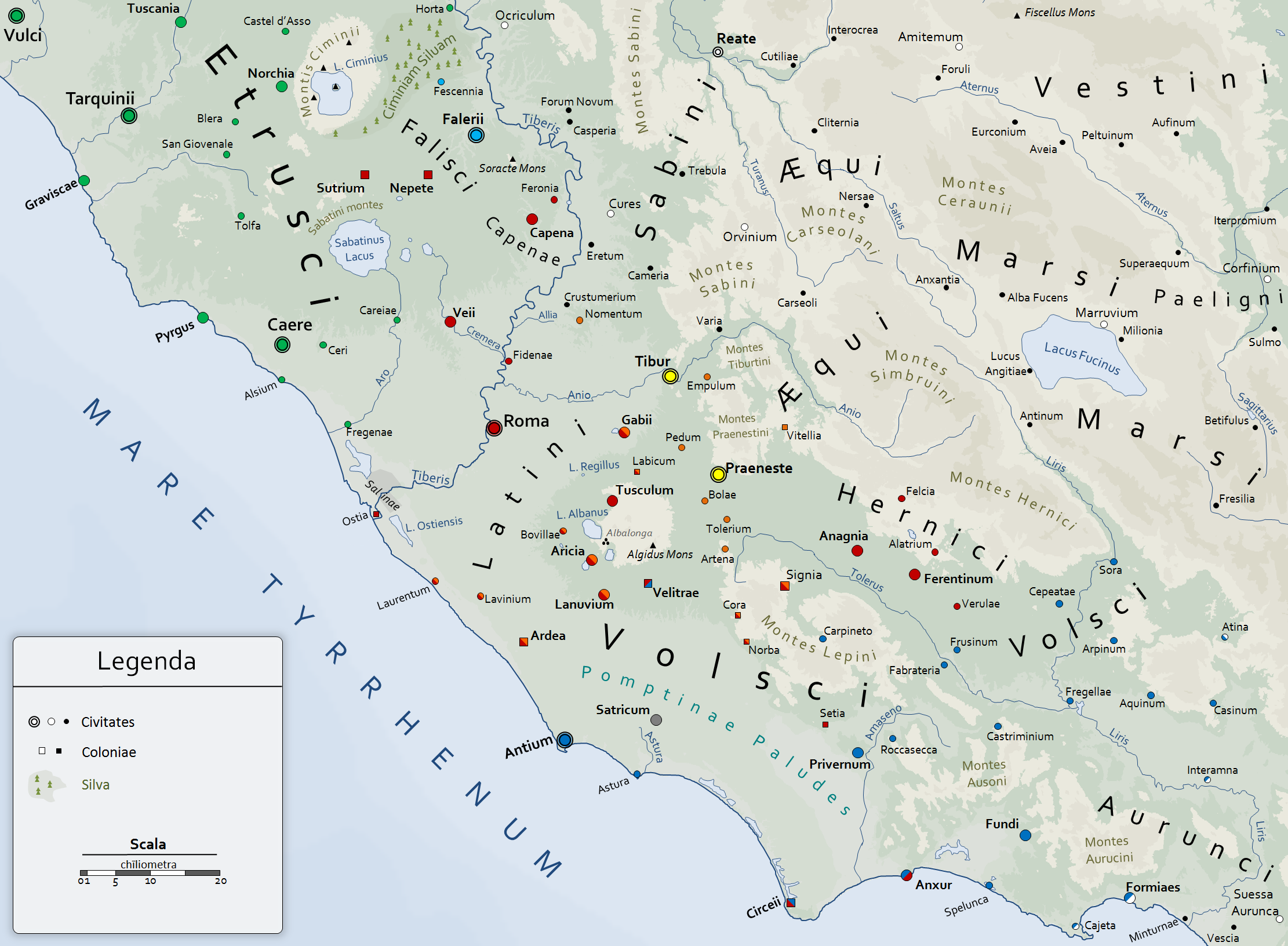
Carta del Latium dopo la vittoria romana sugli Ernici e il rinnovo del trattato Foedus Cassianum nel 358
Legenda dei colori delle città e delle colonie:

 Etruschi
 Falisci
 Romani
 Colonie romano-latine a maggioranza Volsca
 Città latine dominate da Roma
 Colonie romano-latine
 Latini neutrali
 Latini in guerra contro Roma tra il 361 e 354 a.C.
 Volsci
 Città volsche o aurunche (o sannite per Atina)
 Popoli neutrali: Umbri, Sabini, Vestini, Equi, Marsi, Peligni et Aurunci

### Prima guerra con Privernum (358-357 a.C.)

#### La storia secondo gli autori antichi
Livio riferisce anche che nell'anno 358, Priverno prima e Velletri poi guidarono incursioni in territorio romano.
I romani affidano il comando della guerra contro Priverno a uno dei consoli del 357, Gaio Marcio Rutilo. Il territorio di Priverno è stato a lungo in pace e l'esercito di Gaio Marcio sta accumulando un'enorme quantità di bottino. Il console lascia tutto il bottino ai suoi soldati e non tiene nulla per lo Stato. I Privernati hanno costruito un campo trincerato davanti alle loro mura. I romani la assaltano e si preparano ad attaccare la città quando i privati si arrendono. I Fasti triumphales riferiscono che Gaio Marcio celebra il trionfo contro i Privernati..
Secondo Livio, nel 353, i latini riferirono a Roma che i Volsci stavano radunando un esercito destinato a devastare il territorio romano. Il comando di questa guerra viene affidato al console Marco Valerio Publicola. Stabilì il suo campo a Tuscolo ma tornò a Roma per nominare un dittatore quando la guerra minacciò con la città di Caere.

#### L'opinione degli storici moderni
Questa è la prima apparizione di Priverno nella storia romana. È una potente città nella valle dell'Amaseno, situata a quel tempo al limite sud-orientale della zona di influenza romana. Livio non sembra considerare Priverno come una città dei Volsci, ma da molte altre fonti antiche se ne attesta il caso.
L'unica menzione dei Volsci negli anni 350 suggerisce che siano soggiogati e quindi rappresentino una minaccia più immediata per l'espansione romana.

### Sconfitta di Anzio, Satricum e Sora (346-345 a.C.)

#### La storia secondo gli autori antichi
Livio dice che Anzio ricostruì Satricum nel 348.
In seguito, nel 346, giunse a Roma la notizia che gli emissari di Anzio stavano cercando di convincere i latini ad attaccare Roma. Il console Marco Valerio Corvo marcia su Satricum con il suo esercito e ingaggia gli Anziati e altre truppe in battaglia. I Volsci si rifugiano a Satricum ma si arrendono quando i romani si preparano a lanciare il loro assalto. 4000 uomini e molti non combattenti vengono fatti prigionieri. Satricum viene saccheggiato e dato alle fiamme, viene risparmiato solo il tempio di Mater Matuta. I prigionieri appaiono al trionfo del console e poi vengono venduti, portando una grossa somma nelle casse tesoro pubblico. Secondo alcune fonti di Livio, questi prigionieri sono schiavi catturati a Roma, ma sembra più plausibile che siano prigionieri di guerra. I Fasti triumphales fanno notare un trionfo celebrato da Valerio Corvo su Anzio e Satricum il 1 febbraio 346.
Livio osserva che i consoli del 345 catturarono la Sora volsca, situata nella valle del Liri con un attacco a sorpresa.

#### L'opinione degli storici moderni
Gli storici moderni considerano spesso che le due distruzioni del 377 e del 346 di Satricum, insieme al miracoloso salvataggio del tempio di Mater Matuta, corrispondano allo stesso eventoOakley, pp. 17-18. La città dovrebbe essere stata ricostruita nel 348, ma probabilmente è un'invenzione di un tardo annalista per spiegare come Satricum possa essere stata distrutta la seconda volta. Gli scavi archeologici hanno confermato che solo il tempio di Mater Matuta sopravvive a Satricum dopo la metà del IV sec. a.C. Tuttavia, sebbene la doppia distruzione di Satricum possa essere antistorica, è possibile che questa città sia stata teatro di scontri sia nel 377 che nel 346.
L'affermazione a proposito dei circa 4000 prigionieri catturati, che siano essi schiavi o prigionieri di guerra, è probabilmente un'invenzione successiva che non si basa su documenti autentici.
Per quanto riguarda la cattura di Sora, questa è la prima campagna romana conosciuta nella valle del Liri, resa possibile dalla loro precedente vittoria sugli Ernici. Questa cattura potrebbe rappresentare un punto di svolta della politica romana volta a distruggere completamente il potere dei Volsci. Sora appare poi nella seconda guerra sannitica quando i Sanniti la sequestrano ai danni dei romani nel 315. Non si sa, però, se Roma abbia avuto il controllo continuo della città tra il 345 e il 315. Le successive operazioni romane contro i Volsci settentrionali risalgono solo al 329.

### Guerre contro Privernum e Antium (341 a.C.)

#### La storia secondo gli autori antichi
Nel 343 scoppia la prima guerra sannitica tra Roma ed i Sanniti per il controllo della Campania e, nel 342, secondo diversi autori antichi, Roma dovette affrontare disordini civili e un ammutinamento da parte dell'esercito plebeo. Livio scrive che i Privernati stanno sfruttando la situazione per fare un'incursione improvvisa e devastare gli insediamenti romani di Norba e Setia.
Giunge anche a Roma la notizia che un esercito di volsci guidato dagli Anziati si sta concentrando intorno a Satricum. I romani affidano la guerra contro Priverno e Anzio al console dell'anno 341 Caio Plauzio Venno, mentre il suo collega Lucio Emilio Mamercino conduce campagne contro i Sanniti. Plauzio sconfigge i Privernati per la prima volta e conquista la loro città. Viene imposta una guarnigione romana e quindi confiscati due terzi del loro territorio. Allora Plauzio marcia contro gli anziati a Satricum. Segue una dura battaglia interrotta da un temporale ed i Volsci si ritirano ad Anzio durante la notte, lasciando i loro feriti e il loro equipaggiamento. I romani recuperano una grande quantità di armi e il console ordina di bruciare il campo volsco come sacrificio per Lua Mater. Quindi devasta il territorio occupato lungo la costa.

#### L'opinione degli storici moderni
I Volsci sono motivati nella loro guerra contro Roma dall'opportunità di approfittare del fatto che Roma è già in guerra con i Sanniti in Campania e deve fare i conti con i disordini interni, e inoltre dalla prospettiva inquietante di vedere Roma prendere il controllo della Campania e circondare così il territorio volsco. Tuttavia, diversi elementi del racconto di Livio sono contestati dagli storici moderni.
Una presa romana di Priverno si nota anche nel 329 quando Lucio Emilio Mamercino accede al consolato per la seconda volta con Caio Plauzio Deciano come collega. Alcuni storici moderni considerano quindi la guerra del 341 come antistorica e come una proiezione anticipata di quella del 329. Un argomento a favore di questa teoria è che l'insediamento della tribù Ufentina da parte dei Romani nell'antico territorio di Priverno compare solo sul censimento del 318 e non su quello del 332. Peraltro, non è inverosimile di per sé che Roma abbia intrapreso diverse guerre contro Priverno, i nomi dei consoli per entrambe le guerre sarebbero allora solo una coincidenza. La guarnigione romana di Priverno, se storica, non rimase a lungo sul posto.
La campagna contro gli Anziati pone un problema meno grave. La battaglia interrotta da una tempesta è probabilmente un'invenzione successiva. Anche il sacrificio delle armi sequestrate a Lua Mater potrebbe essere stato inventato. Ma nonostante questi successivi abbellimenti, non ci sono ragioni fondamentali per contestare la lotta di Anzio contro Roma nel 341.

## Sottomissione dei Volsci
I Volsci si unirono ai Latini nella loro ultima lotta contro la dominazione romana durante la guerra latina tra il 340 e il 338 a.C. Roma esce nuovamente vittoriosa dal conflitto, le città volsche vengono integrate nella Repubblica Romana e ricevono vari statuti romani con diversi diritti politici.
La tribuna del Comizio del Foro Romano fu decorato con sei rostri di navi nemiche catturate durante la battaglia navale di Anzio nel 338 a.C., battaglia seguita dalla conquista della capitale dei Volsci.
Le battute d'arresto romane nelle guerre sannitiche produssero qualche fermento tra i Volsci, senza avere un impatto duraturo, che furono definitivamente annessi nella Repubblica Romana alla fine delle guerre sannitiche.

### Traduzioni commentate di Tito Livio
- (FR) Annette Flobert, Histoire romaine, 1999ª ed., Flammarion, 1887, Flobert1999., volume II, « Livres VI à X, la conquête de l'Italie », 517 ISBN 978-2-080-70950-9
- (EN) Stephen Oakley, A Commentary on Livy Books VI–X, Oxford, Oxford University Press, Oakley1998.
  - volume I, « Introduction and Book VI », 1998 ISBN 978-0-198-15277-4
  -  volume II, « Books VII–VIII », 1999, Oakley1999. ISBN 978-0-198-15226-2